# Kanton Berlaimont
Kanton Berlaimont (francouzsky Canton de Berlaimont) je francouzský kanton v departementu Nord v regionu Nord-Pas-de-Calais. Tvoří ho 12 obcí.

## Obce kantonu
- Aulnoye-Aymeries
- Bachant
- Berlaimont
- Écuélin
- Hargnies
- Leval
- Monceau-Saint-Waast
- Noyelles-sur-Sambre
- Pont-sur-Sambre
- Saint-Remy-Chaussée
- Sassegnies
- Vieux-Mesnil